# Praxis marmarinopa
Praxis marmarinopa Meyrick, 1897, è un lepidottero appartenente alla famiglia Erebidae, endemico dell'Australia.